# Cristián Bejarano
Cristián Bejarano, född i Chihuahua, Mexiko den 25 juli 1981, är en mexikansk boxare som tog OS-brons i lättviktsboxning 2000 i Sydney. I semifinalen slogs han ut av den ukrainske Andreas Kotelnik.